# Wybory w Stanach Zjednoczonych w 2018 roku
Wybory w Stanach Zjednoczonych w 2018 roku – wybory do Kongresu USA, części władz stanowych i samorządowych, oraz liczne lokalne głosowania, które miały miejsce we wtorek 6 listopada 2018. Były to wybory przypadające w połowie kadencji prezydenckiej Donalda Trumpa. Rozstrzygały o przyznaniu 35 ze 100 miejsc w Senacie USA (ustawowej 1/3, oraz dwóch przedterminowo zwolnionych foteli), wszystkich 435 miejsc w Izbie Reprezentantów, 39 gubernatorstw stanowych i terytorialnych, oraz decydowały o różnorodnych stanowiskach samorządowych i referendach lokalnych.
Wybory charakteryzowano jako „niebieską falę” (od zwyczajowego koloru Demokratów), i referendum poparcia dla urzędującego prezydenta. W ocenie FiveThirtyEight mapa wyborów wyjątkowo sprzyjała jednak Partii Republikańskiej, m.in. ponieważ głosowane w tym roku miejsca tzw. klasy I w Senacie reprezentowały szczególnie wiele spośród stanów, w których Partia Demokratyczna wygrała w 2012, ale przegrała w 2016. W poprzedzającej wybory kampanii Partia Demokratyczna koncentrowała się na problemach służby zdrowia, natomiast Partia Republikańska na polityce podatkowej i imigracyjnej.
W wyniku wyborów Partia Demokratyczna zdobyła co najmniej 40 nowych miejsc i większość w Izbie Kongresu, kończąc okres samodzielnej kontroli Partii Republikańskiej we władzach federalnych. Partia Republikańska utrzymała większość w Senacie, zdobywając 2 nowe miejsca. W wyborach stanowych Partia Demokratyczna zyskała 7 nowych stanowisk gubernatorskich, co najmniej 350 nowych miejsc we władzach samorządowych, i nowe większości we władzach siedmiu stanów. Wybory odnotowały najwyższą frekwencję spośród głosowań w połowie kadencji prezydenckiej od 1914. Los jednego miejsca w Izbie pozostaje nierozstrzygnięty, ponieważ ze względu na dowody na oszustwa wyborcze dokonane przez sztab republikańskiego kandydata, Marka Harrisa, ostateczne wyniki głosowania w 9 okręgu Karoliny Północnej nie zostały zatwierdzone i ogłoszono tam powtórzone wybory.
Wyniki wyborów przyniosły szereg precedensowych zwycięstw – liczne stanowiska wygrały po raz pierwszy kobiety oraz kandydaci mniejszości etnicznych, religijnych i seksualnych. Zwycięstwo odniósł pierwszy jawnie homoseksualny gubernator i pierwsza jawnie biseksualna federalna senatorka. Sukces odniosło wielu kandydatów, których Nature scharakteryzowało jako przedstawicieli i orędowników nauki. W ramach lokalnych referendów poparcie uzyskały m.in. inicjatywy rozszerzenia programu Medicaid, ochrony praw wyborczych i legalizacji marihuany. Według części analiz i tekstów opinii, m.in. Brookings, The Washington Post, Vox czy The Guardian, pomimo przykuwających uwagę pojedynczych zwycięstw tzw. progresywnych Demokratów, takich jak Alexandria Ocasio-Cortez, największymi zwycięzcami wyborów byli umiarkowani kandydaci demokratyczni, którzy w największym stopniu zyskali poparcie wyborców – na niekorzyść umiarkowanych Republikanów.